# Paulus van Caerden

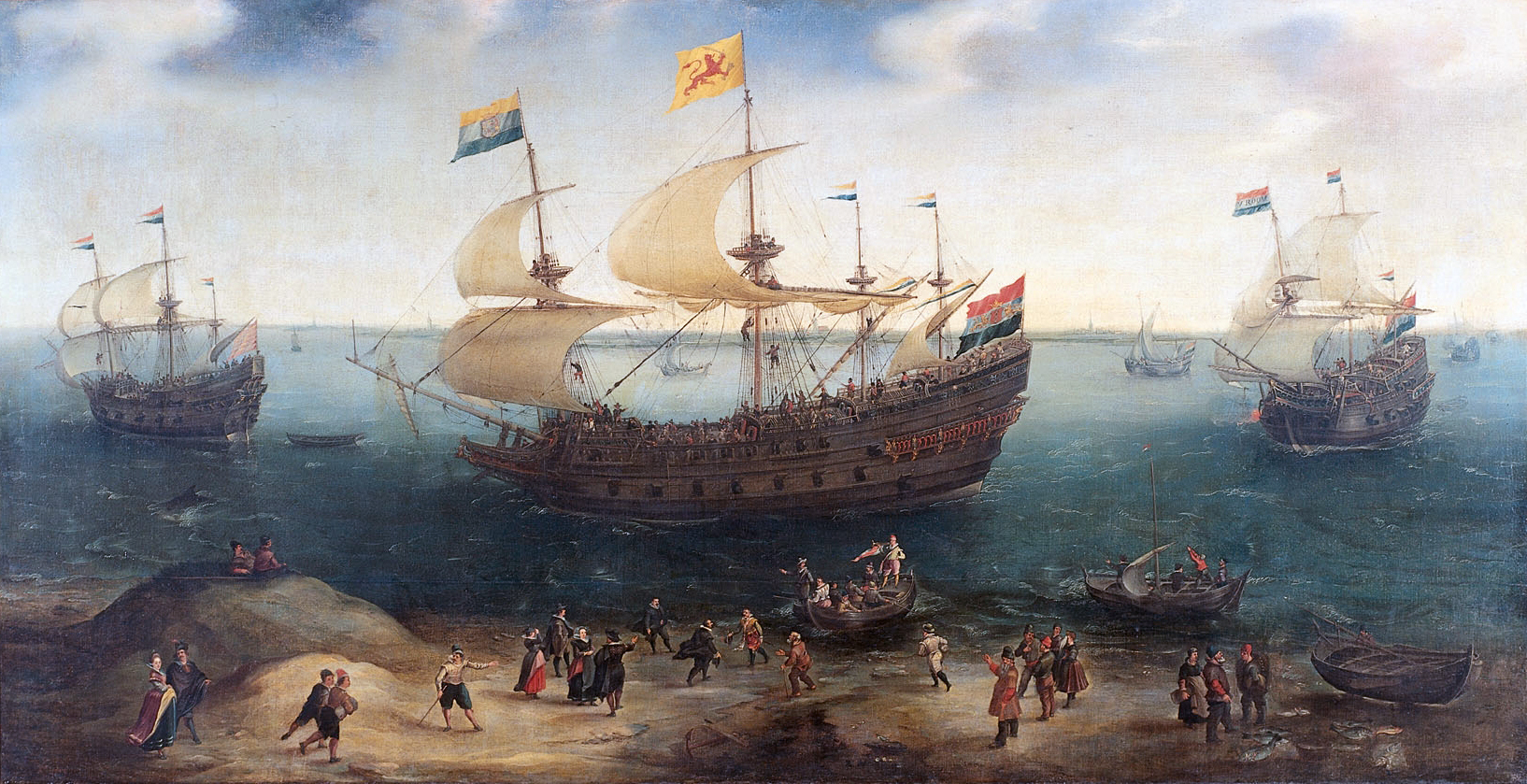
El buque de cuatro mástiles de Ámsterdam 'De Hollandse Tuyn' y otras naves bajo el mando de Paulus van Caerden de regreso de Brasil, por Hendrick Cornelisz Vroom

Paulus van Caerden (ca. 1569 -. Manila , octubre 1615 o 1616) fue un almirante neerlandés recordado por haber participado en varias expediciones a las Indias Orientales, la última al servicio de la Compañía Neerlandesa de las Indias Orientales en la que perdió la vida mientras era sometido a trabajos forzados tras ser apresado por los españoles. En ese momento, y solo durante un mes, era el gobernador de las islas Molucas.

## Biografía
En 1595 Van Caerden sirvió como guardiamarina en la primera expedición a la Indias Orientales que iba bajo el mando de Cornelis de Houtman. Cuando la expedición regresó a Ámsterdam, sólo de entre 89 a 94 de los 248 miembros de la tripulación originales seguían con vida. Ocho miembros más de la tripulación murieron una vez en tierra. La expedición no había sido un éxito comercial ya que la Compagnie van Verre apenas pudo cubrir los costes, pero si se alcanzó su objetivo, demostrando que era posible llegar a Asia a través del cabo de Buena Esperanza sin ser interceptados por los portugueses.
El 21 de diciembre de 1599, Pieter Both, con Van Caerden como vicealmirante, lideró una expedición encargada por la Brabantsche Compagnie, fundada por Isaac Le Maire, a las Indias Orientales. En 1600, los cuatro barcos llegaron al archipiélago indonesio. Pieter Both navegó hasta la ciudad de Bantén, donde cargó el 19 de marzo de 1600 bolsas de pimienta, mientras que Van Caerden intentó sin éxito establecer relaciones comerciales con el sultanato de Aceh, localizado en el extremo norte de Sumatra y que controlaba el estrecho de Malaca.
El 8 de julio de 1601 Van Caerden, en el viaje de regreso descubrió la bahía de Mossel, en Sudáfrica, ya conocida por los portugueses. Los mejillones encontrados allí fueron un buen complemento a la dieta de la tripulación.  El  Verendigde Landen y el Hof van Holland estaban de regreso en Holanda en noviembre de 1601.
De 1603 a 1605 Van Caerden, con Joachim Hendricksz Swartenhondt, hizo un viaje a Brasil con una flota de seis barcos, pasando por Portugal, las islas Canarias, Santa Elena, Brasil y las Antillas, y estando de regreso en la patria a principios de 1605 cargado de un buen botín.

## 1606–1608
El 20 de abril de 1606 el ya almirante Van Caerden salió en una expedición del puerto de Texel. Una vez volteado el cabo de Buena Esperanza, atacó a los portugueses situados en el fuerte de   San Sebastian, en Mozambique, con siete (u ocho u once) naves. El 29 de marzo de 1607 ancló en el puerto de Mozambique con un número de naves armadas y una fuerza de 1.060 o 1.500 hombres. Su asalto fue rechazado, y después de haber sufrido 25 bajas y de 70 a 80 heridos, Van Caerden propuso una tregua. El 7 de mayo Van Caerden envió una carta a Dom Estêvão en el que amenazó con saquear toda la zona, a menos que entregase una gran suma de dinero. Dom Estêvão rechazó la propuesta y el holandés llevó a cabo su amenaza, quemando la ciudad y talando todos los árboles antes de levantar el asedio, que duró dos meses. Van Caerden, que vio tres carracas portuguesas cerca de la fortaleza el 4 de agosto, declinó emprender la lucha y partió el 26 de agosto. Posteriormente Van Caerden visitó Goa, Calicut  y la costa de Coromandel, en el borde meridional del  subcontinente indio.
Dos de los seis barcos de la flota de Van Caerden, el China y el Walcheren, se perdieron como consecuencia de un maremoto causado por una erupción del volcán Tafasoho. El 18 de julio Van Caerden nombró al capitán Apollonius Scotte como comandante de la fortaleza en Tafasoho. Van Caerden luego viajó a Moro, en la parte norte de la isla de Halmahera en un pequeño bote, y conquistó una isla llamada Siauw, que probablemente fuera Morotai, que estaba defendida por diez soldados españoles. Cuando el almirante Paulus van Caerden regresaba de esta empresa sin importancia, su barco fue capturado por dos barcos españoles en la bahía de Leleda. Van Caerden se rindió a las naves enemigas y fue hecho prisionero y llevado a la fortaleza de Gamalama, en la isla de Ternate.
El comandante español Pedro de Heredia inicialmente exigió la liberación de todos los prisioneros españoles, la entrega del Fuerte Malajoe, 6.000 ducados de oro y la promesa de Van Caerden de que nunca regresaría.  Al final Van Caerden y otros diez tripulantes neerlandeses fueron liberados a cambio del pago de 6.000 ducados, que Van Caerden proporcionó personalmente. Después de que Van Caerden fuese puesto en libertad por los españoles, tomó de nuevo el mando de la flota y el 1 de junio de 1610, fue nombrado gobernador de las Molucas. A causa de su propio descuido fue capturado de nuevo a principios del mes de julio en su barco el  Goede Hope. El 9 de julio los españoles enviaron a Van Caerden a Manila, donde fue obligado a trabajar como un porteador para la construcción de una fortaleza.
Uno de los objetivos de la visita de Joris van Spilbergen a Manila, posiblemente por encargo de los Estados Generales, era la liberación del almirante Paulus van Caerden. Pero cuando van Spilbergen llegó ya era demasiado tarde, pues Van Caerden había muerto en el ínterin.